# Eurocephalus
Eurocephalus är ett fågelsläkte inom ordningen tättingar. Släktet omfattar endast två arter som förekommer i Afrika söder om Sahara:
- Vitgumpad akaciaskrika (T. rueppelli) – syn. ruppelli
- Brungumpad akaciaskrika (T. anguitimens)

Traditionellt placeras de i familjen törnskator (Laniidae). Resultat från genetiska studier pekar dock på att de utgör en egen utvecklingslinjerna, visserligen nära släkt med törnskatorna, men även med kråkfåglar och tofsskrikan. Detta är dock ännu inte lett till några förändringar, annat än nya officiella svenskt trivialnamn från tidigare vitgumpad respektive vitkronad törnskata.